# Aumentativo
Aumentativo es la denominación que reciben los afijos que matizan el significado de una palabra de manera que designan un objeto de mayor tamaño o algo grande o de mayor importancia. Es un tipo de derivación apreciativa.

## Aumentativos en español
En el idioma español los aumentativos se forman agregando un sufijo al final de la palabra. Son numerosos y existen varios que se usan dependiendo de la palabra. Se añaden a los sustantivos y más raramente a los adjetivos.
Hay diferencias en los países hispanohablantes sobre su uso.

### Tipos de aumentativos
- -ote u -ota: es el más usado "cubo", se convierte en "cubote".

- -ón u -ona: es de mucho uso al igual que el anterior, un ejemplo, "plato", en aumentativo es "platón".

- -azo, -aza, -tazo o -taza, por ejemplo, pelota, en aumentativo es pelotaza;[2] golpe, golpetazo.

- -aco/-aca y -anco/-anca: empleado en España, tiene matiz peyorativo, "fileta(n)co", "libra(n)co", "examenaco".

### Aumentativos menos comunes
- -acho o -acha
- -rrón o -rrona
- -cón o -cona, como en "atracón" (Ingestión excesiva de comida).
- -tón o -tona, como de hombre en "hombretón".